# Isoetes melanotheca
Espèce
Isoetes melanotheca est une espèce de plantes de la famille des Isoetaceae qui ne comporte qu'un seul genre, Isoetes, présente en Afrique tropicale (Guinée, Guinée-Bissau, Bénin).

## Publication originale
- (en) Arthur H. G. Alston, « New African Ferns », Boletim da Sociedade Broteriana, 2e série, vol. 30,‎ 1956, p. 16.